# Fidó d'Atenes
Fidó (en llatí Pheidon, en grec antic Φείδων) fou un ciutadà atenenc que va ser assassinat en un banquet que van donar a Atenes els Trenta Tirans l'any 404 aC. Seguidament els tirans van obligar les seves filles a ballar despullades davant del grup, damunt del terra encara tacat per la sang del seu pare. Per evitar la deshonra les filles es van suïcidar.
Aquesta història l'explica Jeroni d'Estridó i podria ser més una llegenda que un fet real.